# Рихнава (потік)
Рихнава (словац. Richnava) — річка в Словаччині; ліва притока Грону довжиною 13,2 км. Протікає в округах Жарновиця і Банська Штявниця.
Витікає в масиві Штявницькі гори на висоті 206.5 метра. Протікає територією сіл Штявницьке Банє і Возниця.
Впадає в Грон на висоті 211 метрів.